# Amtsgericht Tecklenburg

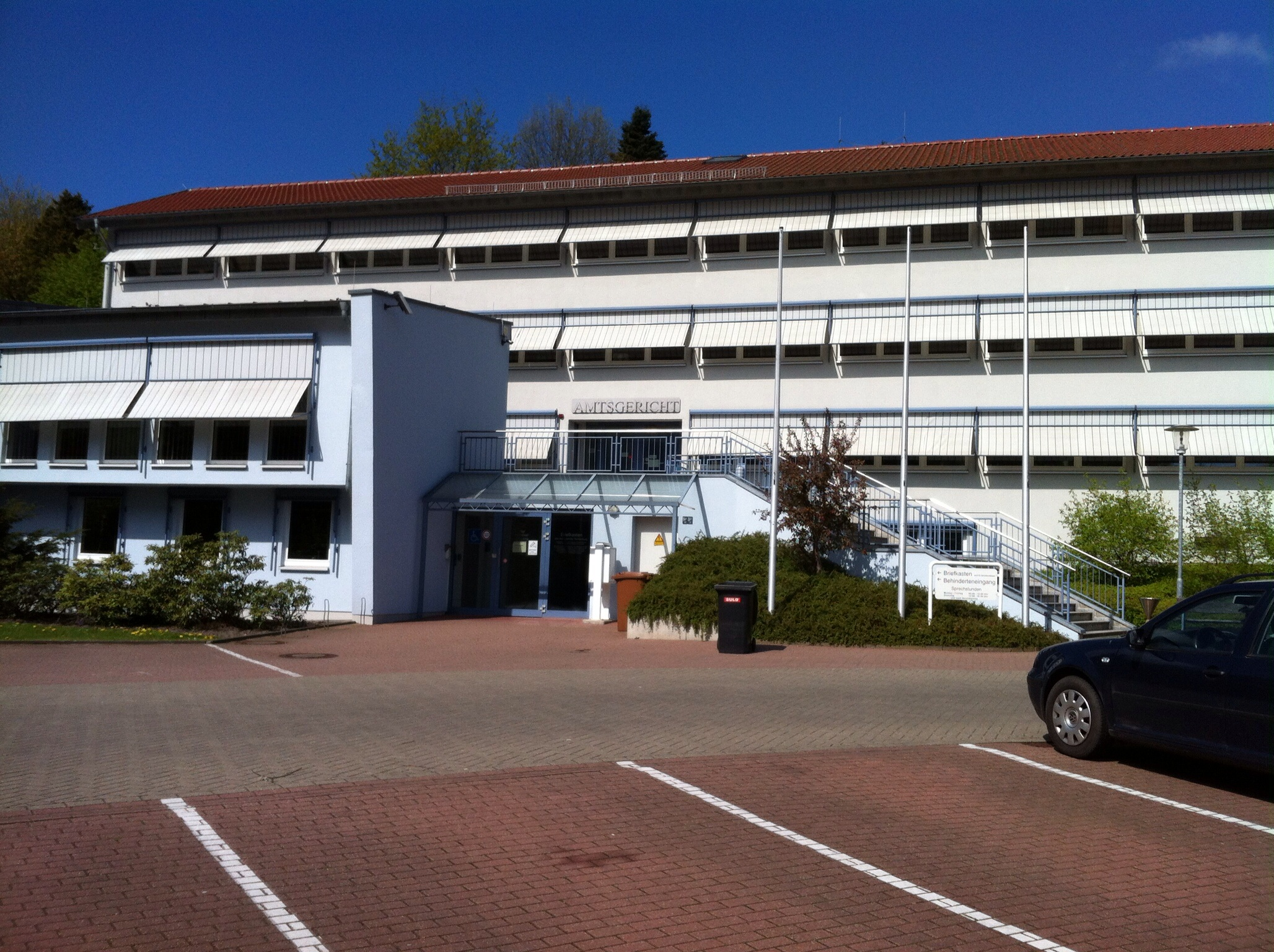
Das neue im Jahr 2000 errichtete Gebäude des Amtsgerichts Tecklenburg (2014)

Das Amtsgericht Tecklenburg mit Sitz in der Stadt Tecklenburg im Tecklenburger Land (Kreis Steinfurt) ist ein Gericht der ordentlichen Gerichtsbarkeit und eines von 15 Amtsgerichten (AG) im Bezirk des Landgerichts Münster. Neben den Amtsgerichten Ibbenbüren, Rheine, Steinfurt, ist es eins von vier Amtsgerichten im Kreisgebiet.

## Gerichtsbezirk
Der Sitz des Amtsgerichts ist 49545 Tecklenburg, Gerichtsweg 1. Der Gerichtsbezirk des Amtsgerichts umfasst das östliche Tecklenburger Land und ist zuständig für rund 70.000 Einwohner. Das Amtsgericht ist dem Landgericht Münster nachgeordnet. Dem Landgericht Münster ist das Oberlandesgericht Hamm übergeordnet.
Zum Bezirk zählen folgende Städte und Gemeinden:
- Stadt Lengerich,
- Stadt Tecklenburg mit den Ortsteilen Brochterbeck, Ledde und Leeden,
- Gemeinde Lienen mit dem Ortsteil Kattenvenne,
- Gemeinde Westerkappeln,
- Gemeinde Lotte mit den Ortsteilen Wersen und Büren,
- Gemeinde Ladbergen.

## Geschichte
Das Amtsgericht Tecklenburg ist in einem Neubau am Gerichtsweg 1 untergebracht. Ursprünglich befand sich das Amtsgericht an zwei Standorten an der Brochterbecker Straße und in Nähe der Lengericher Straße. An der Brochterbecker Straße hatte das Amtsgericht mit dem Landgericht Tecklenburg, welches heute nicht mehr existiert, seinen Sitz in einem Gebäude, das aus den Steinen der Burg Tecklenburg erbaut wurde. Mit dem Neubau im Jahr 2000 wurden beide Standorte in einem Gebäude zusammengeführt. Das Amtsgericht wurde 1801 gegründet.